# Wardenclyffe Tower
La Wardenclyffe Tower, nota anche come Torre di Tesla, fu una delle prime torri aeree per la trasmissione senza fili. Progettata da Nikola Tesla era destinata alla telefonia commerciale senza fili attraverso l'Atlantico, alla radiodiffusione e alla dimostrazione pratica del trasferimento di energia senza fili. La struttura non fu mai completamente operativa e venne demolita nel 1917.
Deve il suo nome a James S. Warden, un avvocato e banchiere proprietario e acquirente di possedimenti a Shoreham, Long Island, a circa 60 miglia da Manhattan. Qui diede vita a una comunità-villaggio conosciuta come Wardenclyffe-On-Sound. Warden credeva che, con la messa in funzione del "sistema mondiale" di Tesla sarebbe nata nell'area una "città della radio", offrendo a Tesla 200 acri (81 ha) di terreno, nei pressi di una linea ferroviaria sul quale costruire il laboratorio e la sua torre per telecomunicazioni senza fili.

## Storia

### Costruzione
Nikola Tesla inizia a progettare il complesso della Wardenclyffe Tower nel 1898 circa, e, nel 1901 viene avviata la costruzione su un'area presso il Long Island Sound. L'architetto Stanford White progettò l'edificio principale del complesso. La torre venne progettata da W.D. Crow, un associato di White. A sponsorizzare il progetto furono influenti industriali e altri investitori. Il progetto venne inizialmente finanziato dal magnate John Pierpont Morgan, che investì 150.000 dollari nella struttura. Nel giugno del 1902, Tesla trasferì la sua strumentazione, dal laboratorio di West Houston Street a Wardenclyffe.

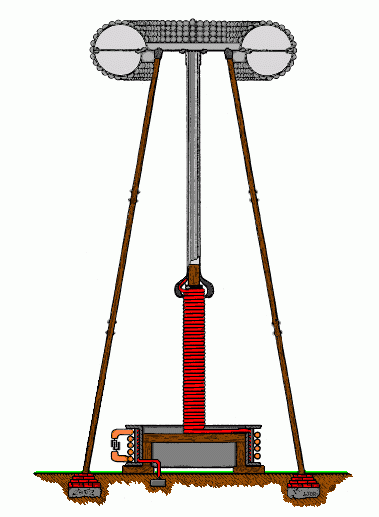
Schema del Trasmettitore di amplificazione di Nikola Tesla (da lui definito «apparato per la trasmissione di energia elettrica») che ricopriva le funzioni di base del dispositivo da lui costruito e utilizzato per gli esperimenti di Colorado Springs e di Long Island.

Comunque, nel 1903, quando la torre era vicina al completamento, non era ancora funzionale a causa di un'ultima modifica che introdusse un difetto imprevisto. Quando Morgan volle sapere dove egli poteva mettere il contatore, Tesla non ebbe risposta. I costi di costruzione evidentemente superarono i fondi procurati da Morgan e gli altri finanzieri erano riluttanti ad esporsi. Dal luglio del 1904, Morgan e gli altri investitori, decisero alla fine di interrompere i finanziamenti. Morgan stesso incoraggiò altri investitori ad abbandonare il progetto. Inoltre, nel maggio del 1905, i brevetti di Tesla sui motori a corrente alternata e altri metodi di trasmissione di potenza erano scaduti, bloccando i diritti e causando una drastica riduzione di fondi per la Wardenclyffe Tower. In un tentativo di trovare fondi alternativi, Tesla pubblicizzò i servizi della struttura Wardenclyffe, ma ebbe poco successo. Durante questo tempo progettò un tipo di turbina e diverse bobine di Tesla, acquistate poi da diversi imprenditori.
Dal 1905, poiché Tesla non trovò più altri finanziatori, la maggior parte dell'attività nella struttura di Wardenclyffe, dovette essere interrotta. I dipendenti furono licenziati nel 1906, ma parti dell'edificio rimasero in uso fino al 1907. Nel 1908, per la prima volta la proprietà venne pignorata. Tesla ottenne una nuova ipoteca dal proprietario del Waldorf-Astoria Hotel, George C. Boldt. La struttura fu parzialmente abbandonata attorno al 1911, per cui la torre iniziò a deteriorarsi. Fra 1912 e il 1915 le finanze di Tesla si estinsero, e, quando i sostenitori vollero sapere come avrebbero recuperato i loro investimenti, Tesla non seppe dare risposte soddisfacenti. I giornali dell'epoca titolarono "La follia da un milione di dollari di Tesla". L'edificio principale della struttura fu vandalizzato e vennero aperti dei varchi nei muri. La rovina del progetto di Wardenclyffe può aver contribuito all'esaurimento nervoso che colpì Tesla in questo periodo. La tragedia personale di Wardenclyffe faceva seguito all'incendio del 1895 al numero 35 sud della Quinta Strada di New York, nell'edificio che ospitava il suo laboratorio. Nel corso del disastro perse molti strumenti, appunti e documenti. Ciò procurò a Tesla uno stato di grave depressione.

### Il periodo dopo Tesla
Nel 1915 il possesso legale della proprietà fu trasferito a George Boldt del Waldorf-Astoria Hotel per un ammontare di 20.000 dollari. Il 4 luglio 1917, durante la prima guerra mondiale, la torre venne smantellata con la dinamite su ordine del governo statunitense, temendo che fosse adoperata da spie tedesche, e che potesse inoltre servire come punto di riferimento per i sottomarini tedeschi. Tesla non era a New York durante la demolizione della torre.
George Boldt desiderava mettere in vendita la proprietà. Il 20 aprile 1922 Tesla perse un appello in giudizio contro i suoi finanziatori nel secondo pignoramento. Questo escluse in pratica Tesla da ogni futuro sviluppo della struttura. Nel 1925 il possesso della proprietà fu trasferito a Walter L. Johnson di Brooklyn. Il 6 marzo 1939 la società Plantacres acquistò il terreno della struttura e successivamente l'affittò alla Peerless Photo Products.

### Gli sforzi per la conservazione
Il 14 febbraio 1967 venne fondata la Brookhaven Town Historical Trust, un'organizzazione senza scopo di lucro per la tutela di beni pubblici. La Brookhaven selezionò il complesso di Wardenclyffe come potenziale sito storico, primo luogo ad essere preservato dall'associazione il 3 marzo 1967. L'associazione venne sciolta con un'ordinanza il 1º febbraio 1972. Il 7 luglio 1976 fu apposta presso l'ingresso dell'edificio da rappresentanti del Brookhaven National Laboratory una targa proveniente dalla Jugoslavia, il paese natale di Tesla. Essa recita:
IN QUESTO EDIFICIO

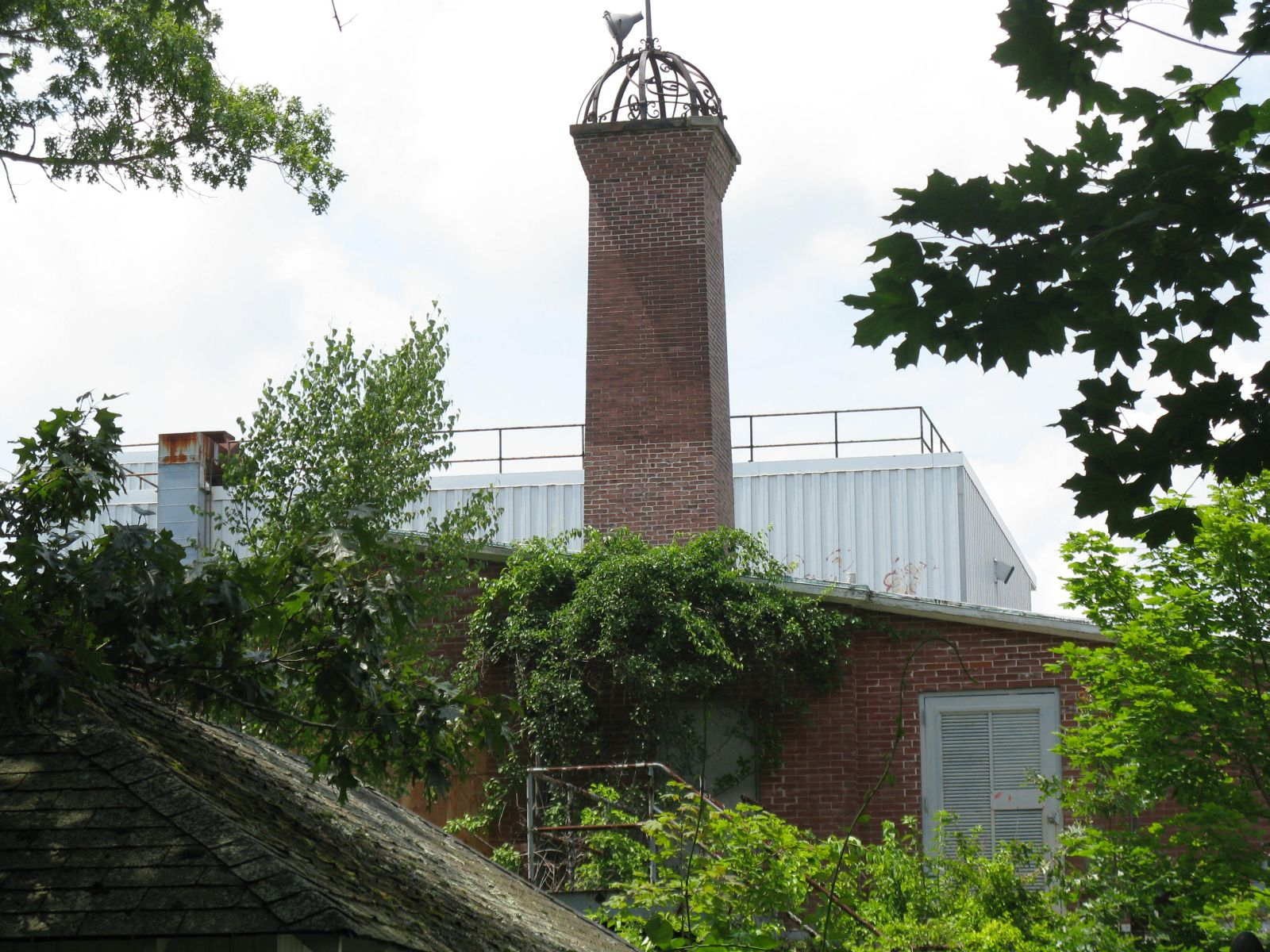
L'edificio progettato da Stanford White all'angolo fra Tesla Street e la strada statale 25A nel luglio 2009.

PROGETTATO DALL'ARCHITETTO STANFORD WHITE

NIKOLA TESLA

NATO A SMILJAN, YUGOSLAVIA 1856 - MORTO A NEW YORK, U.S.A. 1943

COSTRUÌ NEL 1901-1905 WARDENCLYFFE

IMPONENTE STAZIONE RADIO CON UN'ANTENNA

ALTA 187 PIEDI (DISTRUTTA NEL 1917),

CHE RAPPRESENTÒ IL SUO PRIMO

SISTEMA DI COMUNICAZIONE MONDIALE.

IN MEMORIA DEL 120° ANNIVERSARIO DELLA NASCITA DI TESLA

E DEL 200° ANNIVERSARIO DELL'INDIPENDENZA DEI PRIMI U.S.A

La targa venne asportata nel novembre 2009. Un anonimo benefattore offrì una ricompensa di 2000 dollari a coloro che l'avessero restituita alla proprietà.
L'AGFA Corporation comprò la proprietà da Peerless nel 1969. Nel 1976 fu presentata anche un'istanza per candidare l'edificio principale alla lista del National Register of Historic Places, ma non fu approvata. L'AGFA ha utilizzato il sito dal 1969 al 1992, quindi chiude la struttura. Nel 1994 viene rinnovata la campagna per l'introduzione dell'edificio di Wardenclyffe nel National Register of Historic Places di New York, con la presentazione nell'ottobre 1994 di una seconda richiesta per una designazione formale. Il New York State Office of Parks, Recreation and Historic Preservation condusse alcune ispezioni concludendo che l'edificio soddisfaceva i criteri dello Stato di New York per una designazione storica. Il sito subì una ristrutturazione per rimediare ai danni prodotti ai tempi in cui è stato usato dalla società fotografica. La rimessa in opera venne condotta sotto la direzione del Dipartimento dello Stato di New York della Conservazione Ambientale e fu pagata dalla AGFA. Il sito venne sottoposto a una pulizia radicale allo scopo di rimuovere gli scarti prodotti durante l'epoca in cui ha avuto sede lo stabilimento fotografico. La bonifica è avvenuta sotto la supervisione del New York State Department of Environmental Conservation, a spese dell'AGFA. Nel 2009 la proprietà venne messa in vendita per 1.650.000 $. L'AGFA ha scritto nell'annuncio che il terreno sarebbe stato «consegnato integralmente ripulito e spianato». Si è ipotizzato che la ditta abbia speso 5 milioni di dollari a settembre del 2008 per la rimozione di argento e cadmio.
La designazione della struttura a sito di interesse nazionale è subordinata al completamento della dismissione dell'impianto da parte del suo attuale proprietario.
L'AGFA ha infine rivenduto l'edificio, nel 2013, a un'organizzazione non profit, Tesla Science Center at Wardenclyffe, sostenuta dal sito The Oatmel. L'edificio principale è ancora in piedi.

### Progetto per una nuova torre
Il 2 giugno 2014 due ricercatori russi, Leonid e Sergey Plekhanov entrambi laureati all'Istituto di fisica e tecnologia di Mosca, hanno lanciato una sottoscrizione pubblica per raccogliere 800.000 $ necessari a costruire una nuova Tesla Tower secondo il progetto originale di Tesla, ma con dispositivi elettrici/elettronici e materiali moderni.
Il progetto Planetary Energy Transmitter si basa su 5 anni di lavoro dei due ricercatori per dimostrare la fattibilità delle teorie di Nikola Tesla e rendere possibile la trasmissione dell'energia via etere a grandi distanze, al punto di rendere possibile la distribuzione su scala planetaria dell'energia solare convertita da un impianto solare nel deserto del Sahara da 90 000 km² di superficie (300x300 km), sufficiente a soddisfare l'esigenza energetica dell'intero pianeta.

## Caratteristiche della torre e dei laboratori

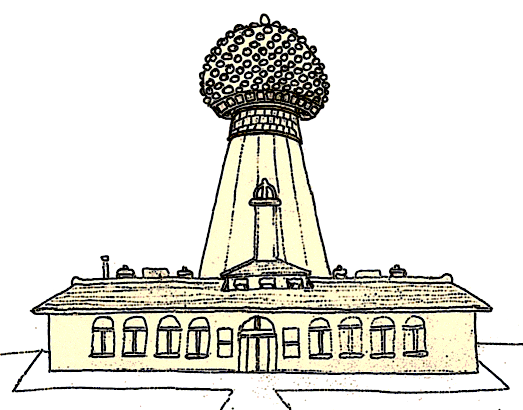
Rappresentazione artistica della stazione completata, comprendente la struttura della torre.

Wardenclyffe è situata a Long Island, nello Stato di New York, nei pressi dell'ufficio postale e della caserma dei pompieri di Shoreham, lungo la Strada 25A. L'intero complesso di Wardenclyffe era composto da due sezioni: la torre, situata dietro, e l'edificio principale. All'epoca la proprietà si estendeva su 200 acri (0,81 km²), mentre ora occupa poco meno di 16 acri (65 000 m²).
La torre, provvista di una struttura portante di legno, era alta 186 piedi (57 m). Alla sommità era presente una cupola emisferica d'acciaio, pesante 55 tonnellate e con un diametro di 68 piedi (20,7 m). La torre, progettata da uno degli associati di Stanford White, venne concepita, in modo da permettere che ogni pezzo potesse essere smontato e sostituito secondo le esigenze. Il trasmettitore era alimentato da un generatore di corrente alternata di tipo industriale Westinghouse, da 200 kW. Sotto la torre fu realizzato un pozzo profondo 120 piedi (36,6 m). Sedici tubi di ferro si spingevano nel terreno uno sull'altro per ulteriori 300 piedi (91,4 m), affinché la macchina, per usare le parole di Tesla, avesse «una presa sulla Terra tale da far vibrare l'intero globo».
L'edificio principale occupava il resto del complesso. Comprendeva un laboratorio, una sala strumenti, un'officina e altre sale per un generatore di vapore e il generatore elettrico. All'interno vi erano apparecchiature elettromeccaniche, generatori elettrici, trasformatori, un'attrezzatura per soffiare il vetro, dispositivi a raggi X, bobine di Tesla, una barca radiocomandata, casse di lampade e valvole, cavi, una biblioteca e un ufficio. Fu costruito nello stile del Rinascimento italiano.

## Presupposti teorici

### La trasmissione di energia elettrica
Tra il 1891 e il 1892, Tesla utilizzò il trasformatore risonante che porta il suo nome, in sessioni dimostrative, tenute a New York, ai convegni dell'American Institute of Electrical Engineers (AIEE), e a Londra, all'Istituto degli Ingegneri Elettrici (IEE). Dei due sorprendenti risultati di Tesla, uno dimostrò che era possibile la trasmissione senza fili di energia elettrica. Una successiva presentazione, intitolata "Sulla luce ed altri fenomeni ad alta frequenza", fu un evento chiave nell'invenzione della radio, e si può tranquillamente affermare che tale dimostrazione abbia dato inizio allo sviluppo del sito di Wardenclyffe.

### Trasmissione ad un filo
La prima dimostrazione fu l'accensione di luci e periferiche motrici, connesse ad un singolo cavo a un solo terminale di una bobina a induzione ad alta frequenza, presentata nel 1891 nel corso di una lettura alla Columbia University di New York. Una lampada connessa ad un solo terminale da un terminale secondario di una bobina di induzione non forma un circuito chiuso nel comune senso della parola, nel caso dell'esperimento di Tesla, il circuito viene chiuso attraverso la realizzazione di un percorso di ritorno al secondario tramite induzione elettrostatica, o corrente di spostamento. Ciò è dovuto al fatto che il filamento della lampada possiede una capacità relativa al terminale libero tra la bobina e l'ambiente, mentre il terminale libero secondario possiede una capacità relativa tra la lampada e l'ambiente.

### Trasmissione senza fili
Il secondo risultato dimostrava come l'energia può essere inviata attraverso lo spazio, senza alcun cavo di collegamento. Questo fu il primo passo verso la realizzazione di un sistema senza fili operativo. L'effetto della trasmissione di energia senza fili richiedeva la creazione di un campo elettrico tra due piastre di metallo, ognuna connessa ad un terminale di una bobina ad induzione ad avvolgimento secondario. Uno strumento per produrre luce, in questo caso un tubo di scarica a gas, veniva usato come mezzo per determinare la presenza di energia trasmessa. Il più sorprendente risultato ottenuto consistenava nell'illuminazione di due tubi di vetro in vuoto parziale in un campo elettrostatico alternante, semplicemente mentre li teneva in mano. Parole di Tesla:
Tesla in questo esperimento descrive due differenti tipi di trasmissione senza fili, entrambi comprendenti una bobina di induzione ad alta tensione. Il primo, denominato trasmettitore di primo tipo, ha un foglio di metallo sul tetto connesso ad un terminale della bobina di induzione. L'altro terminale è connesso a terra. Il secondo, detto trasmettitore di secondo tipo, consisteva di due fogli di metallo appesi sul tetto, ognuno connesso con uno dei terminali della bobina.

### Teoria della trasmissione senza fili
Mentre lavorava per sviluppare una dimostrazione scientifica per i due effetti osservati, Tesla comprese che l'energia elettrica poteva essere emessa nello spazio e intercettata da uno strumento ricevente posto nelle vicinanze della fonte, senza la necessità di alcun filo comunicante. Lui sviluppò due teorie riferite a queste osservazioni, in base alle quali:
1. Usando due fonti di primo tipo, posizionate in punti distanti della superficie della terra, è possibile produrre fra loro un flusso di corrente elettrica.
2. Incorporando una porzione della terra, come parte di un potente oscillatore di secondo tipo, l'oscillazione può essere impressa a terra e può essere rilevata, sia a grande distanza che su tutta la superficie del globo."[20]

Tesla suppose, inoltre, che la Terra è un corpo carico vagante nello spazio.
"Grande importanza avrebbe, prima di tutto, stabilire quale capacità ha la terra. E che carica contiene, se fosse elettrificata? Sebbene noi non abbiamo nessuna evidenza di un corpo carico elettricamente presente nello spazio, esiste la possibilità che la Terra sia un tale corpo, che, nel corso della sua formazione ha dovuto trattenere una carica elettrica, come accade in tutti i processi di separazione meccanica."
Tesla era familiare con dimostrazioni che utilizzavano una carica di un condensatore tramite una bottiglia di Leida e sfere di metallo isolate con macchine elettrostatiche. Portando questi elementi molto vicini e facendoli toccare direttamente, per poi separarli, la carica può essere manipolata. L'inventore aveva certamente questo in mente, nella creazione della sua immagine mentale, non potendo sapere che il modello dell'origine della Terra era impreciso.
Noi, ora, sappiamo che la terra è un corpo carico, in seguito a processi, almeno in parte, relativi all'interazione tra il fascio continuo di particelle cariche chiamate vento solare, che fuoriesce dal centro del nostro sistema solare e la magnetosfera della Terra. È stato dimostrato che la stima di Tesla era corretta: la capacità della Terra è di circa 710 μF. "Probabilmente gli strati superiori dell'aria hanno la possibilità di condurre elettricità, e così, forse, il mezzo nello spazio libero oltre l'atmosfera può contenere una carica opposta. In questo modo la capacità elettrica dovrebbe essere incomparabilmente più grande."
Negli anni successivi, infatti, venne dimostrato che uno degli strati superiori dell'atmosfera della Terra, la ionosfera è conduttiva.
"In ogni caso importante conoscere quanta elettricità la Terra contenga."
La scienza ha dimostrato inoltre che la Terra possiede una carica elettrica negativa posta a circa 50 km di altezza sul livello del mare. La differenza potenziale tra la terra e questa regione è sull'ordine di 400 000 volt. Vicino alla superficie della terra è presente un campo elettrico diretto decrescente ed onnipresente di circa 100 V/m. Tesla si riferì a questa carica come il niveau elettrico o livello elettrico.
"È difficile affermare se noi nel futuro acquisiremo questa conoscenza necessaria, ma c'è da sperare di sì, e spero per mezzo della risonanza elettrica. Se potremo individuare il periodo di oscillazione della carica della terra rispetto ad un sistema elettrificato, certamente potremmo conoscere un'informazione di grande importanza per il benessere dell'umanità. Io propongo di cercare tale periodo di oscillazione, per mezzo di un oscillatore elettrico o una fonte di corrente elettrica alternata...".
Un'altra teoria su come la struttura da 200 kW senza fili funzionò, richiede che la propagazione avvenisse per mezzo di radiazione elettromagnetica nella forma di onde di radio, anche nota come radiazione Hertziana.
Dal resoconto stesso di Tesla, il suo sistema di risonanza di terra funzionava attraverso la creazione di potenti vibrazioni attivate dalla naturale carica elettrica della Terra. Secondo le sue scritture, la struttura aveva uno scopo duplice. Aveva progettato, più di quello che fu rivelato inizialmente ai suoi investitori. La sua stazione non solo poteva trasmettere e ricevere segnali di telecomunicazione, ma anche trasmettere potenza elettrica su scala ridotta. Egli affermò,
"Daremo dimostrazioni pratiche di questi principi. Appena completato, sarà possibile per un uomo di affari di New York dettare istruzioni e vederle immediatamente apparire in caratteri nel suo ufficio a Londra o altrove. Sarà capace di chiamare dalla sua scrivania e parlare con ogni abbonato telefonico sul globo, senza alcun cambio nell'attrezzatura esistente. Uno strumento poco costoso, non più grande di un orologio, sarà disponibile a chiunque per sentire dovunque, su mare o terra, musica, canzone o discorso di un leader politico, l'indirizzo di un uomo eminente di scienza o il sermone di un ecclesiastico eloquente, trasmesso in un altro luogo comunque distante. Nella stessa maniera ogni ritratto, carattere, disegno o stampa può essere trasferito da un luogo ad un altro. Milioni di tali strumenti possono essere controllati da un sistema di questo genere. Più importante di tutto questo, comunque, sarà la trasmissione di potenza, senza fili, che mostreremo su una scala grande abbastanza da essere convincente."
Complessivamente, il sistema sembrava simile ad una bobina di Tesla molto grande. Il trasmettitore d'amplificazione di Tesla era la prova tangibile dell'esperimento che desiderava condurre. Tesla intendeva usare le attrezzature per delle prove, "con la trasmissione di energia elettrica di potenza per realizzare l'illuminazione senza fili...". Un secondo impianto sarebbe stato costruito sulla costa meridionale dell'Inghilterra.
Fra gli scopi dell'impianto di Wardenclyffe vi erano le telecomunicazioni senza fili e trasmissioni globali. Avrebbe permesso una trasmissione sicura multicanale, la ricezione di informazioni, la sincronizzazione del tempo universale, il posizionamento globale, la localizzazione e un sistema di navigazione. La funzione primaria dell'impianto era la telecomunicazione senza fili transatlantica e la trasmissione radio.
L'installazione venne usata anche da Tesla come un laboratorio, per progettare un sistema di distribuzione di potenza per emettere elettricità a grandi distanze, senza fili. Questo non poteva essere portato a termine con quello che Tesla chiamò "onde Hertziane" in quanto Wardenclyffe fu concepita in un modo diverso dalle trasmittenti radio moderne. Invece di distribuire l'elettricità attraverso un filo di rame, utenti remoti sarebbero stati capaci di ricevere l'elettricità tramite un collegamento via etere, insieme ad un terminale di antenna sferico montato sul tetto. In quegli anni la rete di potenza era accessibile a chiunque la ricevesse, ed il modello di Wardenclyffe rappresentò un modo di ridurre significativamente il costo di "elettrificare" le terre. Tesla chiamò la sua tecnica senza fili il metodo di carica distribuita di terra ed aria.
(Nikola Tesla, La trasmissione di energia elettrica senza fili (1904))
Il prototipo del complesso fu realizzato come modello in scala ridotta di un sistema nazionale, e più tardi globale, di torri, che fornivano energia elettrica agli utenti, sotto forma di correnti di terra ed onde magnetoidrodinamiche. C'è evidenza che Wardenclyffe avrebbe usato segnali di frequenza estremamente bassa, combinata con segnali di frequenza più alta. In pratica, la trasmittente influenza elettricamente la terra e lo spazio, sopra di essa. Il processo veniva descritto nello stesso modo di come viene trasmessa l'elettricità di conduzione attraverso un filo. Tesla affermò che l'energia elettrica può essere trasmessa efficientemente tra le strutture trasmittenti/riceventi del Sistema Mondiale, utilizzando la conduzione elettrica a terra. Per creare questo sistema, ogni struttura include uno o due terminali di collegamento in aria ed uno o due terminali di collegamento a terra.
(Nikola Tesla, La trasmissione di energia elettrica senza fili (1904))
Tesla chiaramente specificò la terra come uno dei mezzi coinvolti che conducono e il sistema di tecnologia aerea. L'altro mezzo specificato è l'atmosfera sopra gli 8 chilometri di altezza. Pur non essendo un conduttore, in questa regione della troposfera, la densità o pressione è sufficientemente ridotta così che, secondo la teoria di Tesla, le ridotte proprietà isolanti dell'atmosfera permettono ad una corrente elettrica di fluire. La sua teoria, inoltre, stabilisce che la regione che conduce si sviluppa attraverso un processo di ionizzazione atmosferica nei quali gli strati coinvolti vengono trasformati in plasma. La presenza dei campi magnetici sviluppata dal risonatore elicoidale montato su ogni impianto suggerisce viene coinvolto anche un campo magnetico incorporato e un collegamento di flusso .
L'atmosfera sotto gli 8 chilometri viene considerata anche come un mezzo per propagare l'energia elettrica come parte del circuito sopra la terra, e, essendo un mezzo isolante, la trasmissione si realizza attraverso induzione elettrostatica piuttosto che attraverso una vera e propria conduzione elettrica. Tesla dimostrò che con un potenziale elettrico sufficientemente elevato posto sul terminale più alto, la limitazione pratica imposta dalla sua altezza poteva essere superata. . Ipotizzò anche, che, una trasmittente estremamente energetica, come fu intesa a Wardenclyffe, sarebbe in grado di caricare il terminale elevato, al punto tale che l'atmosfera attorno e sopra la struttura si ionizzerebbe, lasciando aperto un canale al passaggio di un flusso di correnti di conduzione tra i due terminali su un percorso sopra ed attraverso la troposfera, fino a raggiungere l'altro impianto. La ionizzazione dell'atmosfera verrebbe facilitata direttamente sopra dei terminali elevati dall'uso di un raggio che ionizza di radiazione ultravioletta per formare quella che sarebbe chiamata, "trasmissione di linea ad alta tensione di plasma". Motorizzato da un alternatore industriale, un generatore della torre serviva per iniettare grandi quantità di energia in un naturale circuito di Terra, usando la rete di Terra-ionosfera come circuito di trasmissione.
In vari scritti, Tesla spiegò che la Terra stessa si comporta come un circuito LC risonante quando è eccitata elettricamente a certe frequenze. A Wardenclyffe, Testla, operò a frequenze che variano da 1.000 Hz a 100 kHz. Tesla dimostro che l'intervallo di frequenze tra 30 e 35 kHz era da considerarsi "il più economico". L'eccitazione della risonanza terrestre a un'armonica della frequenza fondamentale di 11,78 Hz, indica che l'energia si trasmette per mezzo di una linea di propagazione a "singolo conduttore" sferico; non è probabilmente coinvolta la risonanza di Schumann. La Terra nel suo complesso, può fatta risonare elettricamente con una singola fonte di secondo tipo, così, un sistema basato sulla risonanza terrestre richiederebbe, come minimo la costruzione di una sola struttura generatrice. Oppure, si potrebbero costruire due strutture generatrici di primo tipo separate, a una distanza opportuna. Tale sistema non sarebbe così strettamente dipendente dall'eccitazione dovuta alla risonanza terrestre. In entrambi i casi verrebbe utilizzata un'onda di superficie o di terra, simile all'onda di Zenneck, impiegando correnti telluriche indotte artificialmente. Secondo Tesla, la grande area in sezione del pianeta  offre un percorso a bassa resistenza per il flusso delle correnti telluriche. Le perdite maggiori si verificano nei punti nei quali gli impianti ricetrasmittenti e le stazioni riceventi dedicate sono connesse con la terra. Questo è il motivo per cui Tesla affermò: "l'impianto sotterraneo è uno dei componenti più costosi della torre. In questo sistema, di mia invenzione, è necessario per il dispositivo trovare una presa di terra, altrimenti non può indurre la terra. Deve avere una presa sulla terra, così che l'intero globo possa vibrare e per fare ciò è necessario eseguire un impianto molto costoso."
Per chiudere il circuito si sarebbe realizzato un secondo percorso tra i terminali ad alta tensione elevati dei due impianti di primo tipo attraverso i rarefatti strati atmosferici sopra gli 8 chilometri. Il collegamento avverrebbe, anche grazie a una combinazione tra induzione elettrostatica e conduzione elettrica attraverso il plasma. Sebbene numerosi suoi brevetti, di trasmissione di energia elettrica senza fili, fra cui L'"Apparato per trasmettere energia elettrica", descrivano un sistema che utilizza lo schema di plasma-conduzione, la sua "Arte di trasmettere energia elettrica attraverso i mezzi naturali" e alcune sue note del progetto di Wardenclyffe del 1901, mostrano che Tesla aveva anche un progetto per indurre elettrostaticamente delle oscillazioni nel potenziale associato con l'auto-capacitanza terrestre trasferendo rapidamente grandi quantità di carica elettrica tra la grande capacità elettrica degli strati superiori e l'auto-capacitanza dell'intera Terra. Il trasmittitore di secondo tipo è progettato specificamente per questo scopo. Tesla scrisse: "Ci si può discostare dallo specifico piano di produrre le onde stazionarie qui descritte. Per esempio, il circuito che imprime le oscillazioni potenti sopra la Terra potrebbe essere connesso al secondo in due punti".
Tesla credeva fermamente che un sistema pienamente sviluppato con stazioni generatrici basate sul prototipo di Wardenclyffe avrebbe permesso la trasmissione e la ricezione senza fili attraverso grandi distanze con perdite trascurabili.

## Brevetti collegati
Brevetti di Nikola Tesla
- "Means for Generating Electric Currents", (EN)  US514168, United States Patent and Trademark Office, Stati Uniti d'America., 6 febbraio 1894
- "Electrical Transformer", (EN)  US593138, United States Patent and Trademark Office, Stati Uniti d'America., 2 novembre, 1897
- "Method Of Utilizing Radiant Energy", (EN)  US685958, United States Patent and Trademark Office, Stati Uniti d'America. 5 novembre, 1901
- "Method of Signaling", (EN)  US723188, United States Patent and Trademark Office, Stati Uniti d'America., 17 marzo, 1903
- "System of Signaling", (EN)  US725605, United States Patent and Trademark Office, Stati Uniti d'America., 14 aprile, 1903
- "Art of Transmitting Electrical Energy Through the Natural Mediums", (EN)  US787412, United States Patent and Trademark Office, Stati Uniti d'America., 18 aprile, 1905
- "Apparatus for Transmitting Electrical Energy", 18 gennaio, 1902, (EN)  US1119732, United States Patent and Trademark Office, Stati Uniti d'America., 1º dicembre, 1914

## Teorie cospirazioniste
Secondo alcuni teorici della cospirazione ed alcuni ricercatori indipendenti, la Tour Eiffel di Parigi sarebbe stata in realtà una Torre di Tesla per raccogliere l'elettricità atmosferica. Secondo questi teorici, su alcune vecchie foto si possono vedere strani dispositivi al primo piano della Torre Eiffel, che sono stati rimossi negli anni. La torre stessa è stata utilizzata per anni come laboratorio scientifico che ha studiato, tra le altre cose, le correnti vaganti e altre azioni elettrochimiche e dei fulmini, e sulla sua sommità venne installata nel 1905 la prima antenna per le emissioni radiotelegrafiche.
Secondo altre teorie, l'evento di Tunguska, avvenuto in Siberia nel 1908, sarebbe stato provocato da una momentanea accensione della Wardenclyffe Tower di New York.

## Wardenclyffe nella cultura di massa
- Secondo Thomas P. Hughes il laboratorio ad alta tensione di Tesla a Wardenclyffe ha influenzato negli anni successivi diversi progetti architettonici americani.
- Nel gioco per computer Red Alert è presente un edificio chiamato Tesla Coil (una torretta difensiva in grado di lanciare fulmini), avente una notevole somiglianza con la Wardenclyffe Tower.
- Nel videogioco Batman: Arkham City è presente la Wonder Tower, una torre che sovrasta la città di Gotham City e una città sotterranea chiamata Wonder City, alimentata da un'energia autosostenibile.[45]
- La Torre è raffigurata nella pagina iniziale del sito web dei White Stripes, sulla copertina dell'album Brotherhood of Electric: Operational Directives dei Wellwater Conspiracy e nel libretto dell'album, NATO dei Laibach. Wardenclyffe Tower è anche il titolo di un album pubblicato nel 1992 dal chitarrista jazz-fusion Allan Holdsworth.
- Il progetto di Sunsphere a Knoxville venne probabilmente ispirato dalla Wardenclyffe Tower. Il simbolo della stazione radio Atlantic 252 assomigliava alla Wardenclyffe Tower.
- Nel romanzo Goliath di Scott Westerfeld, Tesla intende usare la Torre, come estrema misura per porre fine al primo conflitto mondiale allo scopo di distruggere la città di Berlino.
- L'edificio è ricreato nel gioco Red Dead Redemption II, con il nome di Doverhill.